# Liste du patrimoine culturel immatériel de l'humanité en Algérie
Cet article recense les pratiques inscrites au patrimoine culturel immatériel en Algérie.

## Statistiques
L'Algérie ratifie la convention pour la sauvegarde du patrimoine culturel immatériel le 15 mars 2004. La première pratique protégée est inscrite en 2008.
En 2024, l'Algérie compte 13 éléments inscrits au patrimoine culturel immatériel, 12 sur la liste représentative et un sur la liste du patrimoine immatériel nécessitant une sauvegarde urgente.

## Listes

### Liste représentative
Les éléments suivants sont inscrits sur la liste représentative du patrimoine culturel immatériel de l'humanité.
| Élément | Type                                                                                           | Subdivision           | Année | Lien  | Notes | Illus. |
| --- | ---------------------------------------------------------------------------------------------- | --------------------- | ----- | ----- | --- | ------ |
| L'Ahellil du Gourara | pratiques sociales, rituels et événements festifs                                              | Adrar                 | 2008  | 00121 | |        |
| Les rites et les savoir-faire artisanaux associés à la tradition du costume nuptial de Tlemcen                                                                | savoir-faire liés à l’artisanat traditionnel                                                   | Tlemcen               | 2012  | 00668 | |        |
| Le pèlerinage annuel au mausolée de Sidi ‘Abd el-Qader Ben Mohammed dit « Sidi Cheikh »                                                                       | pratiques sociales, rituels et événements festifs                                              | El Abiodh Sidi Cheikh | 2013  | 00660 | |        |
| Les pratiques et savoirs liés à l’imzad des communautés touarègues de l’Algérie, du Mali et du Niger (2013)                                                   | arts du spectacle                                                                              |                       | 2013  | 00891 | Élément partagé avec le Mali et le Niger |        |
| Le rituel et les cérémonies de la Sebeïba dans l'oasis de Djanet, Algérie                                                                                     | pratiques sociales, rituels et événements festifs                                              | Djanet                | 2014  | 00665 | |        |
| Le sbuâ, pèlerinage annuel à la zawiya Sidi El Hadj Belkacem, Gourara                                                                                         | pratiques sociales, rituels et événements festifs                                              | Adrar                 | 2015  | 00667 | |        |
| Les savoirs, savoir-faire et pratiques liés à la production et à la consommation du couscous                                                                  | pratiques sociales, rituels et événements festifs                                              |                       | 2020  | 01602 | Partagé avec le Maroc, la Mauritanie et la Tunisie |        |
| La calligraphie arabe : connaissances, compétences et pratiques                                                                                               | pratiques sociales, rituels et événements festifs savoir-faire liés à l’artisanat traditionnel |                       | 2021  | 01718 | Partagé avec l'Arabie saoudite, Bahreïn, l'Égypte, les Émirats arabes unis, l'Irak, la Jordanie, le Koweït, le Liban, la Mauritanie, le Maroc, Oman, la Palestine, le Soudan, la Tunisie et le Yémen |        |
| Le raï, chant populaire d'Algérie | pratiques sociales, rituels et événements festifs arts du spectacle                            |                       | 2022  | 01894 | |        |
| Les arts, savoir-faire et pratiques associés à la gravure sur métaux (or, argent et cuivre)                                                                   | savoir-faire liés à l'artisanat traditionnel                                                   |                       | 2023  | 01951 | Partagé avec l'Arabie saoudite, l'Égypte, l'Irak, le Maroc, la Mauritanie, la Palestine, le Soudan, la Tunisie et le Yémen                                                                           |        |
| Le costume féminin de cérémonie dans le Grand Est de l'Algérie : savoir-faire associés à la confection et à la parure de la « Gandoura » et de la « Melehfa » | pratiques sociales, rituels et événements festifs savoir-faire liés à l'artisanat traditionnel |                       | 2024  | 02139 | |        |
| Le henné : rituels, esthétique et pratiques sociales | pratiques sociales, rituels et événements festifs savoir-faire liés à l'artisanat traditionnel |                       | 2024  | 02116 | Partagé avec l'Arabie saoudite, Bahreïn, l'Égypte, les Émirats arabes unis, l'Irak, la Jordanie, le Koweït, le Maroc, la Mauritanie, Oman, la Palestine, le Qatar, le Soudan, la Tunisie et le Yémen |        |

### Patrimoine immatériel nécessitant une sauvegarde urgente
L'Algérie compte un élément listé sur la liste du patrimoine immatériel nécessitant une sauvegarde urgente.
| Élément                                                                                      | Type                                                         | Subdivision | Année | Lien  | Notes | Illus. |
| -------------------------------------------------------------------------------------------- | ------------------------------------------------------------ | ----------- | ----- | ----- | ----- | ------ |
| Les savoirs et savoir-faire des mesureurs d’eau des foggaras ou aiguadiers du Touat-Tidikelt | Connaissances et pratiques concernant la nature et l’univers | Adrar       | 2018  | 01274 |       |        |

### Registre des meilleures pratiques de sauvegarde
L'Algérie ne compte aucune pratique listée au registre des meilleures pratiques de sauvegarde.